# عبد القادر أحمد سعيد
عبد القادر أحمد سعيد (بالصومالية: Cabdulkaadir Axmed Saciid)‏ هو مخرج ومنتج وكاتب سيناريو ومصور سينمائي ومحرر صومالي.

## مسيرته
ولد سعيد عام 1953 في مقديشو عاصمة الصومال. في عام 1970، بدأ العمل في وكالة الأفلام الصومالية كمصور مكلف بالعلاقات الدولية، وكمستشار للإنتاج مع دول أخرى. بين عامي 1984 و1986، شغل منصب مدير البرمجة في التلفزيون الصومالي، وكتب وأخرج العديد من البرامج التدريبية. عمل سعيد أيضًا كمساعد مخرج في العديد من الإنتاجات السينمائية، من بينها (A Somali Dervish) سنة 1983؛ (The Parching Winds of Somalia) سنة 1984.
اشتهر سعيد بأفلامه القصيرة مثل (Geedka nolosha)، الذي فاز بجائزة مدينة تورينو في فئة أفضل فيلم - مسابقة الأفلام القصيرة الدولية في مهرجان تورينو الدولي للسينما الصغيرة سنة 1988، وفيلمه الآخر (La Conchiglia) سنة 1992. في هذين الفيلمين البارزين، يصور الإنسان بوصفه المسؤول الأول عن تدمير واستنزاف البيئة ومواردها.

## روابط خارجية
- عبد القادر أحمد سعيد على موقع IMDb (الإنجليزية)
- عبد القادر أحمد سعيد على موقع قاعدة بيانات الفيلم (الإنجليزية)
- عبد القادر أحمد سعيد على موقع كينوبويسك (الروسية)